# Sofia Scalchi
Sofia Scalchi-Lolli (Torí, Piemont, 29 de novembre de 1850 – Roma, 22 d'agost de 1922) fou una cantant (contralt) italiana.
Dotada d'una de les millors veus de contralt del seu temps, debutà a Màntua el 1866 amb el rol de Ulrica d'Un ballo in maschera. Des de llavors actuà amb èxit ininterromput en les principals escenes líriques d'Europa i Amèrica. El 1875 va contraure matrimoni amb el comte Luigi Alberto Lolli, pertanyent a l'aristocràcia de Ferrara, unint des de llavors al seu cognom el del seu espòs.
Un dels papers que més renom li conquistaren en el Teatre Imperial de Sant Petersburg fou el de Wania en Una vida pel tsar de Glinka.